# Eva Gedin
Eva Karin Bergervall Gedin, född Gedin 28 mars 1963, är en svensk förläggare. Hon var vd på Norstedts förlagsgrupp 2020–2023.
Hon är dotter till lektor Hans I Gedin och översättaren Lena Fries-Gedin samt äldre syster till Jessika Gedin.
Eva Gedin har varit verksam i förlagsbranschen sedan mitten av 1980-talet i flera roller på olika bokklubbar, tidskrifter och förlag. Tillsammans med systern Jessika Gedin grundade hon på 1990-talet bokförlagen Koala Press och Tivoli förlag. År 1995 började hon att arbeta på Norstedts förlagsgrupp där hon 2009 blev förlagschef på Norstedts. 
Sedan 2020 är hon VD för Norstedts förlagsgrupp som inkluderar Norstedts, Rabén & Sjögren, B Wahlströms, Printz Publishing och Brombergs förlag.
Hon är bland annat förläggare för P.O. Enquist, Jonas Gardell och Agneta Pleijel samt Stieg Larssons Millennium-böcker och fortsättningen av serien skriven av David Lagercrantz. Åren 2016-2020 var hon ordförande för Svenska Förläggareföreningen.